# Sông Nakhon Nayok

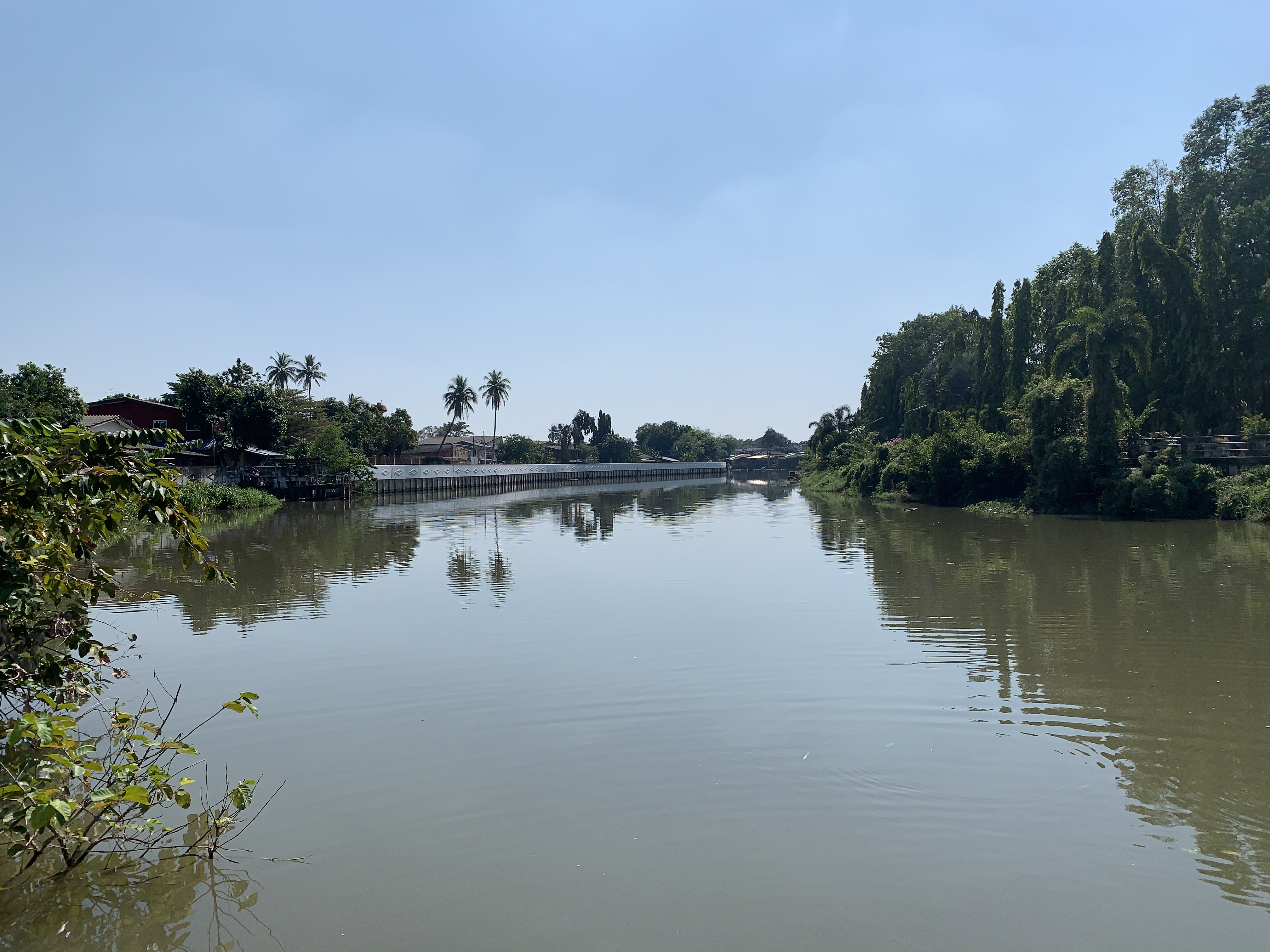
Một góc sông Nakhon Nayok

Sông Nakhon Nayok (tiếng Thái: แม่น้ำนครนายก) xuất phát từ  Vườn quốc gia Khao Yai, chảy theo hướng Tây Nam qua các huyện Mueang Nakhon Nayok, Ban Na và Ongkharak của tỉnh Nakhon Nayok, sau đó nhập vào sông Prachin Buri thành sông Bang Pa Kong ở huyện Ban Sang, tỉnh Prachinburi tại Pak Nam Yothaka. Sông dài 130 km. 